# Головушкин, Сергей Михайлович
Сергей Михайлович Головушкин (6 февраля 1947 года, Москва — 9 января 2023 года) — советский и российский певец, бас-баритон, солист Государственного академического русского хора имени А. В. Свешникова. Заслуженный артист Российской Федерации (1997). Народный артист Российской Федерации (2006).

## Биография
Пел с детства.
Получив приглашение в Государственный академический хор, долгое время работал с самим Александром Васильевичем Свешниковым (1889—1980), чьим именем этот коллектив будет назван впоследствии. Был связан с хором на протяжении более пятидесяти лет. Исполнял «Реквием» Дж. Верди, его же «Аиду» и множество русских народных песен и произведений больших форм, советскую эстраду. Приглашался для выступлениях на юбилейных концертах ведущих музыкальных театров страны и музыкальных коллективов
В 1997 году удостоен звания Заслуженный артист Российской Федерации, в 2006 году — звания Народный артист Российской Федерации. В 2019 году награждён медалью ордена «За заслуги перед Отечеством» II степени, награду вручила министр культуры РФ Ольга Любимова.
Член жюри международного конкурса детского и юношеского творчества «Роза Beтров»
Похоронен на Троекуровском кладбище в Москве (21 участок).

## Личная жизнь
Жена — Валентина Щербинина, солистка Музыкального театра им. К. С. Станиславского и В. И. Немировича-Данченко. Сын — Михаил Головушкин (род. 1983), солист того же театра, лауреат международных конкурсов.